# 15531 Matusch
15531 Matusch è un asteroide della fascia principale. Scoperto nel 2000, presenta un'orbita caratterizzata da un semiasse maggiore pari a 2,190323 UA e da un'eccentricità di 0,150755, inclinata di 5,228790° rispetto all'eclittica. Ha un diametro di 2,161 km.